# Государственный архив Харьковской области
Госуда́рственный архи́в Ха́рьковской о́бласти (ГАХО) (укр. Державний архів Харківської області) — основное архивное учреждение Харьковской области, содержит документы за 1739—1998 года.

## История
Изменения названия архива:
- Харьковский краевой исторический архив (1926—1932)
- Харьковский областной исторический архив (1932—1941)
- Государственный архив Харьковской области (1941—1958)
- Харьковский областной государственный архив (1958—1980)
- Государственный архив Харьковской области (с 1980 года)[1].

## Фонд
Документы по истории края до 1917 года отложились в фондах Канцелярии харьковского губернатора, губернского правления и присутствия, Харьковской городской думы, губернской и уездных земских управ. Это сведения о составе и движении населения, состояние городов, промышленности, сельского хозяйства, народного образования.
В фонде Канцелярии харьковского губернатора хранятся документы об Отечественной войне 1812 года, и Крымской войне 1853—1856 годов, о создании и деятельности в губернии военных поселений в 1817 году, о благоустройстве Харькова и уездных городов, развитие культуры и науки, открытия университета (1805), о его основателя В. Н. Каразина, открытия 1850 ветеринарного училища (с 1873 года — институт), технологического института (1885), женского медицинского института (1910), первой гимназии (1805) и других учебных заведений, о первых полётах в Харькове С. Гризодубова, И. Заикина, С. Уточкина.
Период истории XX века освещен в документах времени Украинской революции, Великой Отечественной войны, документах, характеризующих развитие ведущих отраслей экономики; раскрывают состояние сельского хозяйства.
Широкое отражение в документах архива нашли события Великой Отечественной войны. Документы освещают участие харьковчан в войне, их помощь фронту, проведения эвакуации и мобилизации населения в армию, формирование народного ополчения, партийного и комсомольского подполья.
В архиве хранятся следующие фонды:
- 4592 фондов, 2 302 790 личных дел за 1744—1999 года;
- 12 754 единиц научно-технической документации, 1780—1972 года;
- 718 единиц кинодокументов, 1966—1988 года;
- 34 002 единиц фотодокументов, 1945—1997 года;
- 1 247 единиц фонодокументов, 1959—1991 года.

Библиотека архива насчитывает 37 910 книг и брошюр, 8900 журналов, 4932 подшивки газет, 4546 специальных изданий (афиш, плакатов, листовок).